# 十八里店地区
十八里店地区是中华人民共和国北京市朝陽區下辖的一个地区办事处，同时保留十八里店乡名称，其行政事务机构实行“一套人马，两块牌子”的体制，地区办事处与乡政府合署办公。

## 行政区划
十八里店地区下辖以下地区：
前祁庄社区、后祁庄社区、白墙子社区、六道口社区、老君堂社区、弘善寺社区、弘善家园第二社区、十八里店村、吕家营村、十里河村、周家庄村、小武基村、老君堂村、横街子村和西直河村。